# Đại Ân 2
Đại Ân 2 là một xã thuộc huyện Trần Đề, tỉnh Sóc Trăng, Việt Nam.

## Địa lý
Xã Đại Ân 2 nằm ở phía bắc huyện Trần Đề, có vị trí địa lý:
- Phía đông giáp huyện Cù Lao Dung qua sông Hậu
- Phía tây và phía bắc giáp huyện Long Phú
- Phía nam giáp các thị trấn Trần Đề, Lịch Hội Thượng và các xã Liêu Tú, Trung Bình.

Xã Đại Ân 2 có diện tích 28,66 km², dân số năm 2022 là 15.156 người, mật độ dân số đạt 528 người/km².

## Hành chính
Xã Đại Ân 2 được chia thành 5 ấp: Chợ, Lâm Dồ, Ngan Rô 2, Thanh Liêm, Tú Điềm.

## Lịch sử
Ngày 23 tháng 12 năm 2009, Chính phủ ban hành Nghị quyết số 64/NQ-CP về việc:
- Thành lập thị trấn Trần Đề trên cơ sở điều chỉnh 719,60 ha diện tích tự nhiên và 2.220 người của xã Đại Ân 2.
- Chuyển xã Đại Ân 2 thuộc huyện Long Phú về huyện Trần Đề mới thành lập quản lý.

Sau khi điều chỉnh địa giới hành chính, xã Đại Ân 2 còn lại 2.837,26 ha diện tích tự nhiên và 11.660 người.